# Маріца Мартен
Маріца Мартен Гарсія (ісп. Maritza Martén García; нар. 17 серпня 1963, Гавана, Куба) — кубинська легкоатлетка, що спеціалізується на метанні диска, олімпійська чемпіонка 1992 року.

## Кар'єра
| Рік              | Змагання                                       | Місто                              | Місце            | Примітки         |                  |
| Представник Куба | Представник Куба                               | Представник Куба                   | Представник Куба | Представник Куба | Представник Куба |
| ---------------- | ---------------------------------------------- | ---------------------------------- | ---------------- | ---------------- | ---------------- |
| 1983             | Панамериканські ігри                           | Каракас, Венесуела                 | 1                | 59.62 м          |                  |
| 1985             | Універсіада                                    | Кобе, Японія                       | 1                | 66.66 м          |                  |
| 1986             | Ігри Центральної Америки і Карибського басейну | Сантьяго, Домініканська Республіка | 2                | 63.24 м          |                  |
| 1987             | Панамериканські ігри                           | Індіанаполіс, США                  | 1                | 65.58 м          |                  |
| 1987             | Чемпіонат світу                                | Рим, Італія                        | 9                | 62.00 м          |                  |
| 1989             | Універсіада                                    | Дуйсбург, Німеччина                | 3                | 64.70 м          |                  |
| 1990             | Ігри доброї волі                               | Сіетл, США                         | 4                | 64.90 м          |                  |
| 1991             | Чемпіонат світу                                | Токіо, Японія                      | 10               | 62.40 м          |                  |
| 1992             | Олімпійські ігри                               | Барселона, Іспанія                 | 1                | 70.06            |                  |
| 1993             | Ігри Центральної Америки і Карибського басейну | Понсе, Пуерто-Рико                 | 2                | 59.44 м          |                  |
| 1993             | Чемпіонат світу                                | Штутгарт, Німеччина                | 4                | 64.62 м          |                  |
| 1995             | Панамериканські ігри                           | Мар-дель-Плата, Аргентина          | 1                | 61.22 м          |                  |
| 1995             | Чемпіонат світу                                | Гетеборг, Швеція                   | 4                | 64.36 м          |                  |
| 1996             | Олімпійські ігри                               | Атланта, США                       | 16 (кв.)         | 60.08 м          |                  |